# Liste des communes de la province de Ségovie

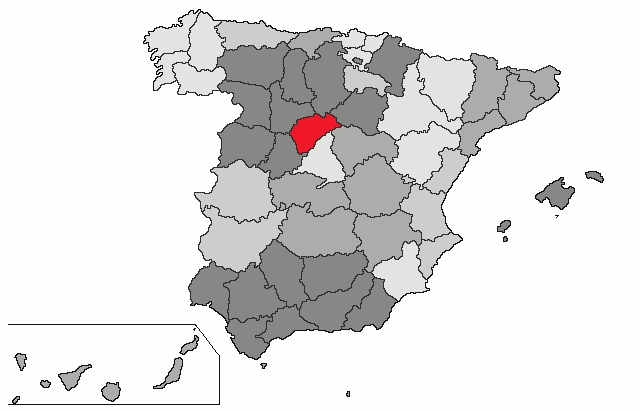
Localisation de la province de Ségovie

Carte des communes de la province de Ségovie

Liste des 209 communes de la province de Ségovie dans la communauté autonome de Castille-et-León en Espagne.

## Liste
| Nom de la Commune                   | Superficie km² | Population (2005) |
| ----------------------------------- | -------------- | ----------------- |
| Abades                              | 31,98          | 896               |
| Adrada de Pirón                     | 10,72          | 46                |
| Adrados                             | 18,19          | 207               |
| Aguilafuente                        | 60,57          | 758               |
| Alconada de Maderuelo               | 12,07          | 53                |
| Aldea Real                          | 25,28          | 385               |
| Aldealcorvo                         | 14,19          | 19                |
| Aldealengua de Pedraza              | 35,17          | 96                |
| Aldealengua de Santa María          | 19,73          | 78                |
| Aldeanueva de la Serrezuela         | 20,39          | 53                |
| Aldeanueva del Codonal              | 22,09          | 191               |
| Aldeasoña                           | 18,62          | 92                |
| Aldehorno                           | 11,92          | 59                |
| Aldehuela del Codonal               | 13,42          | 42                |
| Aldeonte                            | 20,56          | 93                |
| Anaya                               | 15,19          | 142               |
| Añe                                 | 11,62          | 119               |
| Arahuetes                           | 16,36          | 56                |
| Arcones                             | 31,75          | 260               |
| Arevalillo de Cega                  | 11,59          | 46                |
| Armuña                              | 45,84          | 247               |
| Ayllón                              | 128,95         | 1.261             |
| Barbolla                            | 26,13          | 205               |
| Basardilla                          | 19,02          | 141               |
| Bercial                             | 20,83          | 124               |
| Bercimuel                           | 12,17          | 81                |
| Bernardos                           | 29,13          | 672               |
| Bernuy de Porreros                  | 9,27           | 453               |
| Boceguillas                         | 41,54          | 672               |
| Brieva                              | 13,7           | 79                |
| Caballar                            | 16,83          | 103               |
| Cabañas de Polendos                 | 26,41          | 120               |
| Cabezuela                           | 35,25          | 716               |
| Calabazas de Fuentidueña            | 14,79          | 61                |
| Campo de San Pedro                  | 37,57          | 376               |
| Cantalejo                           | 79,43          | 3.658             |
| Cantimpalos                         | 26,29          | 1.313             |
| Carbonero el Mayor                  | 66,35          | 2.520             |
| Carrascal del Río                   | 30,52          | 201               |
| Casla                               | 17,59          | 162               |
| Castillejo de Mesleón               | 27,24          | 153               |
| Castro de Fuentidueña               | 19,72          | 68                |
| Castrojimeno                        | 18,32          | 41                |
| Castroserna de Abajo                | 12,62          | 49                |
| Castroserracín                      | 21,05          | 48                |
| Cedillo de la Torre                 | 23,74          | 112               |
| Cerezo de Abajo                     | 19,89          | 185               |
| Cerezo de Arriba                    | 48,66          | 212               |
| Chañe                               | 35,26          | 712               |
| Cilleruelo de San Mamés             | 9,73           | 44                |
| Cobos de Fuentidueña                | 13,85          | 57                |
| Coca                                | 98,45          | 2.080             |
| Codorniz                            | 64,28          | 435               |
| Collado Hermoso                     | 16,38          | 159               |
| Condado de Castilnovo               | 23,85          | 133               |
| Corral de Ayllón                    | 18,06          | 93                |
| Cozuelos de Fuentidueña             | 15,24          | 162               |
| El Cubillo                          | 20,5           | 58                |
| Cuéllar                             | 217,4          | 9.483             |
| Cuevas de Provanco                  | 38,45          | 173               |
| Domingo García                      | 17,76          | 45                |
| Donhierro                           | 17,22          | 109               |
| Duruelo                             | 17,26          | 140               |
| Encinas                             | 17,61          | 61                |
| Encinillas                          | 8,27           | 86                |
| Escalona del Prado                  | 31,79          | 634               |
| Escarabajosa de Cabezas             | 16,04          | 358               |
| Escobar de Polendos                 | 39,65          | 245               |
| El Espinar                          | 205,1          | 7.746             |
| Espirdo                             | 26,01          | 422               |
| Fresneda de Cuéllar                 | 11,56          | 218               |
| Fresno de Cantespino                | 63,33          | 298               |
| Fresno de la Fuente                 | 17,63          | 91                |
| Frumales                            | 27,66          | 193               |
| Fuente de Santa Cruz                | 17,62          | 172               |
| Fuente el Olmo de Fuentidueña       | 31,18          | 114               |
| Fuente el Olmo de Íscar             | 7,8            | 90                |
| Fuentepelayo                        | 30,9           | 966               |
| Fuentepiñel                         | 12,03          | 142               |
| Fuenterrebollo                      | 35,91          | 386               |
| Fuentesaúco de Fuentidueña          | 25,85          | 316               |
| Fuentesoto                          | 29,78          | 159               |
| Fuentidueña                         | 50,55          | 149               |
| Gallegos                            | 21,8           | 97                |
| Garcillán                           | 22,41          | 393               |
| Gomezserracín                       | 30,26          | 744               |
| Grajera                             | 12,69          | 108               |
| Honrubia de la Cuesta               | 20,81          | 89                |
| Hontalbilla                         | 38,36          | 378               |
| Hontanares de Eresma                | 6,13           | 306               |
| Los Huertos                         | 17,27          | 141               |
| Ituero y Lama                       | 13,19          | 109               |
| Juarros de Riomoros                 | 13,89          | 73                |
| Juarros de Voltoya                  | 21,63          | 290               |
| Labajos                             | 20,96          | 143               |
| Laguna de Contreras                 | 19,29          | 153               |
| Languilla                           | 26,66          | 119               |
| Lastras de Cuéllar                  | 65,42          | 477               |
| Lastras del Pozo                    | 32,51          | 83                |
| La Lastrilla                        | 9,44           | 2.456             |
| La Losa                             | 28             | 486               |
| Maderuelo                           | 94,19          | 140               |
| Marazoleja                          | 26,36          | 133               |
| Marazuela                           | 15,35          | 59                |
| Martín Miguel                       | 15,3           | 183               |
| Martín Muñoz de la Dehesa           | 17,66          | 185               |
| Martín Muñoz de las Posadas         | 45,59          | 417               |
| Marugán                             | 28,99          | 498               |
| Mata de Cuéllar                     | 20,08          | 309               |
| Matabuena                           | 21,42          | 218               |
| La Matilla                          | 7,47           | 113               |
| Melque de Cercos                    | 18,59          | 108               |
| Membibre de la Hoz                  | 15,68          | 54                |
| Migueláñez                          | 19,22          | 171               |
| Montejo de Arévalo                  | 35,95          | 256               |
| Montejo de la Vega de la Serrezuela | 27,85          | 184               |
| Monterrubio                         | 25,54          | 72                |
| Moral de Hornuez                    | 32,5           | 90                |
| Mozoncillo                          | 42,74          | 1.020             |
| Muñopedro                           | 87,21          | 364               |
| Muñoveros                           | 19,37          | 195               |
| Nava de la Asunción                 | 83,15          | 2.774             |
| Navafría                            | 30,43          | 336               |
| Navalilla                           | 20,84          | 133               |
| Navalmanzano                        | 32,79          | 1.181             |
| Navares de Ayuso                    | 14,84          | 72                |
| Navares de Enmedio                  | 24,61          | 127               |
| Navares de las Cuevas               | 18,88          | 35                |
| Navas de Oro                        | 62,27          | 1.415             |
| Navas de Riofrío                    | 14,86          | 366               |
| Navas de San Antonio                | 68,95          | 325               |
| Nieva                               | 33,81          | 349               |
| Olombrada                           | 66,51          | 763               |
| Orejana                             | 20,92          | 84                |
| Ortigosa de Pestaño                 | 8,4            | 109               |
| Ortigosa del Monte                  | 15,41          | 435               |
| Otero de Herreros                   | 43,71          | 882               |
| Pajarejos                           | 8,26           | 43                |
| Palazuelos de Eresma                | 36,7           | 2.771             |
| Pedraza                             | 31,58          | 472               |
| Pelayos del Arroyo                  | 12,44          | 54                |
| Perosillo                           | 10,12          | 24                |
| Pinarejos                           | 29,72          | 162               |
| Pinarnegrillo                       | 19,52          | 159               |
| Pradales                            | 25,86          | 63                |
| Prádena                             | 46,33          | 565               |
| Puebla de Pedraza                   | 17,61          | 93                |
| Rapariegos                          | 24,52          | 254               |
| Real Sitio de San Ildefonso         | 144,81         | 5 464             |
| Rebollo                             | 13,97          | 127               |
| Remondo                             | 8,47           | 340               |
| Riaguas de San Bartolomé            | 11,65          | 73                |
| Riaza                               | 149,49         | 2.125             |
| Ribota                              | 21,63          | 41                |
| Riofrío de Riaza                    | 27,04          | 49                |
| Roda de Eresma                      | 9,96           | 138               |
| Sacramenia                          | 44,48          | 545               |
| Samboal                             | 47,46          | 558               |
| San Cristóbal de Cuéllar            | 14,76          | 201               |
| San Cristóbal de la Vega            | 15,16          | 142               |
| San Cristóbal de Segovia            | 6,35           | 2.455             |
| San Martín y Mudrián                | 42,56          | 265               |
| San Miguel de Bernuy                | 18,32          | 205               |
| San Pedro de Gaíllos                | 26,08          | 355               |
| Sanchonuño                          | 29,27          | 851               |
| Sangarcía                           | 37,52          | 456               |
| Santa María la Real de Nieva        | 179,75         | 1.310             |
| Santa Marta del Cerro               | 14,85          | 52                |
| Santiuste de Pedraza                | 29,14          | 118               |
| Santiuste de San Juan Bautista      | 45,57          | 719               |
| Santo Domingo de Pirón              | 27,54          | 64                |
| Santo Tomé del Puerto               | 56,87          | 355               |
| Sauquillo de Cabezas                | 20,28          | 231               |
| Sebúlcor                            | 27,71          | 281               |
| Ségovie Segovia                     | 163,59         | 55.942            |
| Sepúlveda                           | 123,99         | 1.322             |
| Sequera de Fresno                   | 13,31          | 54                |
| Sotillo                             | 20,33          | 39                |
| Sotosalbos                          | 23,92          | 114               |
| Tabanera la Luenga                  | 12,88          | 62                |
| Tolocirio                           | 9,44           | 57                |
| Torre Val de San Pedro              | 44,22          | 196               |
| Torreadrada                         | 32,86          | 109               |
| Torrecaballeros                     | 42,14          | 812               |
| Torrecilla del Pinar                | 19,61          | 273               |
| Torreiglesias                       | 55,08          | 382               |
| Trescasas                           | 32,66          | 519               |
| Turégano                            | 70,77          | 1.147             |
| Urueñas                             | 32,87          | 114               |
| Valdeprados                         | 19,45          | 117               |
| Valdevacas de Montejo               | 17,53          | 29                |
| Valdevacas y Guijar                 | 18,17          | 145               |
| Valle de Tabladillo                 | 16,46          | 152               |
| Vallelado                           | 36,84          | 837               |
| Valleruela de Pedraza               | 9,7            | 75                |
| Valleruela de Sepúlveda             | 15,99          | 69                |
| Valseca                             | 23,2           | 305               |
| Valtiendas                          | 38,64          | 168               |
| Valverde del Majano                 | 31             | 622               |
| Veganzones                          | 21,96          | 316               |
| Vegas de Matute                     | 21,92          | 275               |
| Ventosilla y Tejadilla              | 5,98           | 46                |
| Villacastín                         | 109,57         | 1.586             |
| Villaverde de Íscar                 | 27,8           | 687               |
| Villaverde de Montejo               | 24,8           | 61                |
| Villeguillo                         | 16,69          | 130               |
| Yanguas de Eresma                   | 24,28          | 203               |
| Zarzuela del Monte                  | 28,38          | 528               |
| Zarzuela del Pinar                  | 17,76          | 557               |
| Total                               | 6.795,52       | 155.517           |

### Sources
- (es) Instituto Nacional de Estadistica
  - (es) Instituto Nacional de Estadistica, « Superficie, population (données non corrigées), densité : province de Ségovie », sur www.ine.es (consulté le 15 août 2014)
  - (es) Instituto Nacional de Estadistica, « Données officielles de population résultant de la révision du recensement communal : de 1996 à 2015 », sur www.ine.es (consulté le 16 février 2016)
- (es) Varaciones de los municipios de España desde 1842, Ministerio de administraciones públicas, octobre 2008, 364 p. (lire en ligne) [PDF]